# The Dixie Hummingbirds
The Dixie Hummingbirds es un influyente grupo estadounidense de música góspel formado en 1928. The Hummingbirds inspiró a artistas como Jackie Wilson y James Brown.

## Historia
El grupo se formó en 1928 en Greenville (Carolina del Sur), por James B. Davis y su compañero de clase Barney Parks bajo el nombre de Sterling High School Quartet. Después de ver el éxito de otros cuartetos y ante la precaria situación laboral de los afroamericanos en el sur, el cuarteto decidió dejar la escuela y perseguir su sueño de ser artistas espirituales profesionales. Al hacer este movimiento, tuvieron que cambiar el nombre del grupo para cortar los lazos con la escuela.
En 1938 cuando James Bryant se unió al grupo, los Hummingbirds viajaron a Nueva York, y usando contactos que Bryant tenía, comenzaron a grabar con Decca Records. Bryant abandonó abruptamente el grupo después de grabar en Nueva York. Con el aumento de los compromisos, tuvieron que encontrar un reemplazo y encontraron Ira Tucker, un joven cantante de la cercana Spartanburg, que se convirtió en el cantante principal del grupo a la edad de 13 años.
Tucker introdujo un espectáculo enérgico: correr por los pasillos, saltar del escenario, caer de rodillas en oración, copiado por muchos cuartetos posteriormente. Tucker también tomó la delantera en las innovaciones estilísticas adoptadas por el grupo, combinando gritos de góspel y melismas sutiles con la entrega sincopada popularizada por el Golden Gate Quartet, así como armonías aventureras, llamadas "trickeration" por el grupo, en las que otro miembro del grupo tomaría una nota justo cuando Tucker la dejó.
En 1941, el grupo decidió trasladarse, primero a Washington D.C y después a Filadelfia, como parte de la Gran Migración Afroamericana. 
En 1942, Charlie Newsome, un agente que habían conocido en Jacksonville, les organizó una audición con John Hammond, un director musical no oficial del Café Society en Nueva York. Hammond estaba buscando un grupo de góspel para trabajar en el club y tras quedar impresionado por la audición les ofreció el puesto. En ese momento actuaban bajo tres nombres: Dixie Hummingbirds en iglesias, Swanee Quintet en Filadelfia y Jericho Quintet en Café Society. Mientras actuaban en el Café Society, los Hummingbirds solían estar respaldados por el sexteto de Lester Young. William Henry fue reclutado por el ejército en 1943, cuando William Bobo lo reemplazó. Hammond, que no quería al grupo sin Henry, rescindió el contrato con Café Society cuando este dejó la formación. 
Barney Parks también tuvo que dejar el grupo debido a que fue reclutado. Antes de irse, ayudó a encontrar un reemplazo. Encontró a Beachy Thompson de los Willing Four de Baltimore. En 1945 los Hummingbirds firmaron con Manor Records, propiedad de Irving Berman. En 1946 firmaron un nuevo contrato discográfico con Apollo Records, un sello en crecimiento con sede en Nueva York. Apollo Records también fichó a la cantante Mahalia Jackson. 
A principios de la década de 1950 habían firmado y grabado con Gotham y Okeh Records aunque no tuvieron éxitos de ninguno de los dos sellos. Los Hummingbirds decidieron que necesitaban una nueva etiqueta y se trasladaron a Texas para firmar y grabar con Peacock Records bajo la dirección de Don Robey . 
Estas grabaciones resultaron exitosas y el grupo regresó a las listas de éxitos Billboard. Por esta época se unió a la formación Howard Carroll como guitarrista.
En 1973 colaboraron con Paul Simon haciendo los coros en los temas "Loves Me Like a Rock" y "Tenderness", que aparecieron en su álbum There Goes Rhymin' Simon . Ese mismo año, Robey vendió Peacock a ABC Records, que lanzó una versión de "Loves Me Like a Rock", producida por Walter "Kandor" Kahn y el vocalista principal del grupo, Ira Tucker, que alcanzó el puesto 72 en la lista Billboard R&B. El sencillo también ganó un Grammy en la categoría de " Mejor interpretación Góspel". Kahn y Tucker produjeron un álbum para ABC titulado We Love You Like A Rock. El álbum contenía "Jesus Children" de Stevie Wonder, en la que Wonder tocaba los teclados.
En 2003, el grupo fue objeto de un libro premiado sobre sus 75 años de carrera, Great God A'Mighty! The Dixie Hummingbirds: celebrando el auge de la música soul gospel de Jerry Zolten. En febrero de 2008, se estrenó el primer largometraje documental que presentaba la vida y la historia de Dixie Hummingbirds en conmemoración de sus extraordinarios ochenta años como artistas. The Dixie Hummingbirds: Eighty Years Young se ha mostrado en el Gospel Music Channel y se ha presentado en numerosos festivales de cine.
Producida y dirigida por el galardonado cineasta Jeff Scheftel, y con la producción ejecutiva del musicólogo Jay Junker de la Universidad de Hawái, la película incluye extensas entrevistas con Ira Tucker Sr., Abraham Rice, Cornell McKnight, Lyndon Jones, Willie Coleman., Torrey Nettles y William Bright con imágenes de archivo. Ira Tucker murió debido a complicaciones de una enfermedad cardíaca en la mañana del 24 de junio de 2008, a la edad de 83 años. El grupo continuó con una formación compuesta por William Bright, Lyndon Baines Jones, Carlton Lewis III, Torrey Nettles & Cornell McKnight, preservando así el rico legado dejado por Tucker, James Davis, William Bobo, Beachey Thompson, James Walker, Howard Carroll.
Howard Carroll murió el 17 de octubre de 2017 a los 92 años en un centro de vida asistida en Filadelfia, Pensilvania.

## Premios y honores
The Dixie Hummingbirds recibieron una Beca del Patrimonio Nacional 2000 otorgada por el Fondo Nacional para las Artes, que es el honor más alto de los Estados Unidos en las artes populares y tradicionales. En 2000 fueron incluidos en el Salón de la Fama de los Grupos Vocales.
Algunas de sus grabaciones fueron incluidas en el Salón de la fama de los Grammy, que es un premio especial que la fundación estableció en 1973 para honrar las grabaciones que tienen al menos veinticinco años y que tienen "significado cualitativo o histórico".